# Antolín Jiménez
Pedro Héctor Antolín Jiménez y Gamas (14 de abril de 1890 en San Juan Bautista, hoy Villahermosa Tabasco-Ciudad de México, 8 de febrero de 1975) fue un teniente coronel que participó en la Revolución Mexicana, empresario editorial, masón grado 33, presidente de la Federación Mexicana de Charrería y fundador de la Legión de Guerrilleros Mexicanos, de la cual era el comandante general, una milicia formada para una eventual invasión de México contra la posible invasión del ejército alemán nazi a México, en el contexto de la Segunda Guerra Mundial.

## Vida familiar
Antolín fue hijo de Virginia Gamas Calderón, que lo tuvo a los 46 años y Sebastián Jiménez a los 57 años. Quedó huérfano de padre a los 6 años, por razón de diabetes. Tuvo cuatro hermanos y dos medios hermanos.

## En la Revolución
Antolín en tiempos de la revolución estuvo integrado y luchó dinamitando puentes ferrocarrileros en Chihuahua y participando en las batallas de Torreón, Celaya y Agua Prieta, en las filas de la División del Norte al mando de Francisco Villa, el cual fue “Teniente Coronel del Ejército Convencionalista” por lo cual fue herido por las balas en tres ocasiones. En 1916 participó en la 3.ª brigada del General Manuel Chao en la batalla de Torreón. Se acogió a la amnistía del 17 de diciembre de 1916.

## Actividad económica
En 1920 fue a radicarse a la Ciudad de México. En 1922 se contrató como empleado del Gobierno en el Departamento de Estadística Nacional logrando el puesto de Oficial primero. En 1925 abrió un despacho editorial de leyes fiscales, en Uruguay #40, en Ciudad de México, denominado “Ediciones Antolín Jiménez”, con 10 empleados, que editaba, imprimía y comercializaba, las leyes de México como las de alcoholes, bancarias, Diario Oficial de la Federación, impuestos y similares, mismo logró contar hasta 10,000 suscriptores por lo que se convirtió en el negocio que mantuvo toda su vida, y después de su muerte, el Terremoto de México de 1985, lo destruyó.

## Participación en política
Participó en la política, como candidato a diputado en tres ocasiones por Oaxaca. El 22 de diciembre de 1922 es nombrado delegado del Partido Liberal Constitucionalista, y luego postulado como candidato a diputado propietario por el 13 circuito electoral ganando las elecciones a sus 32 años. En 1924, fue candidato por la Confederación de Partidos Socialistas de Oaxaca, el cual ganó.
Fue miembro fundador del Partido Nacional Revolucionario (PNR), el antecesor del PRI, que fundó el presidente Plutarco Elías Calles el cual fusionó a la mayoría de ex revolucionarios que disciplinó las tendencias regionales que creían enarbolar la bandera de la Revolución Mexicana. La firma de Antolín se encuentra estampada como escrutador en el Acta Constitutiva del 4 de marzo de 1929 en la Ciudad de Querétaro.
Antolín logró buena posición económica y mejor posición social, así como cierto poder político, y también un protagonismo nacional.

## En la Charrería
Antolín practicaba el deporte nacional mexicano o sea la Charrería, y era un recio promotor de la misma a nivel nacional. Los charros en tiempos antiguos eran los guardianes de las haciendas y zonas rurales de México. Antolín en 1938 se convirtió en el Presidente Nacional de la Federación Mexicana de Charros. Posteriormente fue amigo de con Lázaro Cárdenas, quien le regaló un caballo.

## México en la 2.ª guerra mundial
En tiempos de la Segunda Guerra Mundial, algunos historiadores mencionan que en México operaba una red de espías alemanes vinculada con altos funcionarios, interesados en el petróleo mexicano. Algunos intelectuales mexicanos eran simpatizantes de Partido Nazi.

El 13 de mayo de 1942, las tropas alemanas, hundieron dos buques mexicanos: “El Potrero del Llano” y “Faja de oro” en aguas del Golfo de México, por lo que México abandonó la neutralidad que venía sosteniendo y fue entonces cuando el presidente mexicano Manuel Ávila Camacho declaró la guerra a las Potencias del Eje el 28 de mayo de 1942, abriendo las hostilidades contra los países del eje, terminando su discurso con la siguiente cita:
"México espera que cada uno de sus hijos cumpla con su deber"
México participó en la guerra creando la Fuerza Aérea Expedicionaria Mexicana que, en junio, participó el escuadrón 201, en batallas el este asiático.  

## Legión de Guerrilleros Mexicanos
Antolín Jiménez tomó en serio la declaración del Presidente Ávila Camacho, y organizó un ejército de charros por todo el país cuyo lema era "Todo por la Patria”, un mes después, de la declaración de guerra de México al Eje, decidió conformar un ejército de soldados mexicanos, con los cuales inició con todos los charros asociados de México formando así la “Legión de Guerrilleros Mexicanos”, una milicia integrada principalmente por charros mexicanos que entraría en acción ante un eventual avance de los ejércitos del Eje en el continente americano.
Solicitó la aprobación de la Legión, misma que fue aprobada por el general Manuel Ávila Camacho logrando reunir a 150 mil milicianos distribuidos en 250 puntos dispersos en todo el territorio de México. El lema de la legión era "Defender con nuestras vidas el honor del inmaculado pabellón tricolor, símbolo de libertades y emblema de una heroica tradición". No hay registro ni evidencias que avalen la cantidad de miembros, pero si 59 menciones en los periódicos de la época.
Antolín promovió entre los legionarios, la educación militar y estrategias de guerra y preparación para defensa en caso de invasión, todos los domingos de un año completo. Dichas actividades fueron avaladas por la Secretaría de la Defensa Nacional, y daban asesoría militar a los jinetes, aunque no hay registros de ello. Habrá que recordar que él mismo, había combatido en la Revolución Mexicana.

## Vida personal
Antolín se casó en 1917 con María Cao Romero quien murió en accidente automovilístico. Se volvió a casar ahora con Alicia González y tuvo 7 hijos. En 1920 se inscribió en Torreón, en la masonería y en 7 años llegó a ser “Venerable Maestro” y 6 años más logró el máximo reconocimiento “Maestro grado 33”, motivo por el cual pudo relacionarse con el reconocido maestro José Vasconcelos.

## Reconocimientos
La historia de Antolín, les pareció interesante a un grupo de gente relacionada con el cine en México, por lo que deciden crear Matria, un documental de 62 minutos de duración producido, dirigido y escrito por Fernando Llanos, (nieto de Antolín) bajo la dirección de José Nacif, los cinefotógrafos Carlos Hidalgo, Emiliano Rocha Minter, Fernando Llanos y Marcelo Castillo. Lila Downs estuvo al frente de la responsabilidad de la música en la película. La película se estrena en el Festival de cine “Desafío Buñuel” en Teruel España, pueblo natal de Luis Buñuel. Fernando Llanos busca confirmar la veracidad de los hechos, lo que consigue sin ningún problema recopilando evidencias de periódicos, fotos y otros materiales.
La película obtuvo tres premios:
- Mejor largometraje documental del Festival Internacional de Cine de Morelia, 2014.
- Premio Centro Buñuel Calanda del Festival de Nuevo Cine Mexicano de Durango, 2015
- Diosa de Plata por Mejor documental, PECIME, 2015.

Antolín es figura destacada en el Museo del Charrería en la Ciudad de México.